# Арнейл, Стив
Стив Арнейл (англ. Steve Arneil; 29 августа 1934, Крюгерсдорп, ЮАР — 2 июля 2021) — известный британский мастер каратэ, обладатель десятого дана в Кёкусинкай, ученик Масутацу Оямы, его ути-дэси, основатель и президент Международной федерации каратэ (IFK — International Federation of Karate). Первый человек после Оямы, прошедший хякунин-кумитэ, автор многих книг о каратэ и ряда пособий по базовой технике.

## Биография

### До Японии
Стив Арнейл родился в Крюгерсдорпе, тогда входившем в южноафриканскую провинцию Трансвааль (ныне — в Гаутенге).
Когда Стиву было десять лет, его семья переехала в Северную Родезию, где он начал заниматься дзюдо. Через семь лет Арнейл получил в этом виде единоборств чёрный пояс. Когда Стиву было около 25 лет, он переехал в Дурбан для того, чтобы завершить своё образование в машиностроении. Там он нашёл местную школу дзюдо, где также занималась группа каратэ.

### В Японии
В 1962 году Стив отправился в Японию для того, чтобы изучать каратэ у знаменитого Масутацу Оямы. Его решение о поездке в Японию стало шоком для родителей. Когда Арнейл пришёл в додзё Оямы, сам кантё находился в Америке, где пропагандировал свой стиль. Занятия в додзё вёл сэнсэй Куросаки. Он сказал Стиву, что если он хочет заниматься Кёкусинкай, то должен приходить на все тренировки лишь в качестве зрителя до тех пор, пока Ояма не вернётся из поездки. Через два месяца, когда кантё вернулся, ему был представлен Стив, как человек, проделавший долгий и трудный путь из Южной Африки только для того, чтобы учиться в додзё Оямы. Ояма на это ответил: «Если ты хочешь изучать Кёкусинкай каратэ, то ты должен быть готов посвятить этому всю свою жизнь. В противном случае я не собираюсь тратить на тебя своё время». Ояма дал Арнейлу две недели на размышления, что того весьма озадачило, так как в других школах, например Сётокан и Годзю-рю, ему сказали, что он может приступать к занятиям в любое время.
По истечении отведённых двух недель Стив приступил к тренировкам. Тренировки в додзё Оямы длились по четыре часа и проходили ежедневно. Помимо тренировок Стив обязан был следить за чистотой кимоно старших учеников, пола и туалетов. Первоначально со Стивом обращались весьма грубо, однако через семь месяцев он понял, что является желанным и посвящённым учеником в додзё Оямы. В Японии Стив познакомился с девушкой по имени Цуюко и Ояма усыновил Стива, чтобы тот мог жениться на ней.
Во время пребывания в Японии Арнейлу приходилось работать в разных местах, чтобы добыть себе средства к существованию. Он работал моделью на подиуме, снимался для олимпийских плакатов, а однажды на улице получил приглашение сняться в кино в роли немецкого солдата. Всего Арнейл снялся примерно в пятнадцати фильмах, где играл «плохих парней» — немцев, французов, американцев.
В 1965 году, будучи обладателем третьего дана и единственным, кроме самого Оямы, человеком, успешно прошедшим тест хякунин-кумитэ, Арнейл получил разрешение Оямы на выезд в Великобританию для развития каратэ Кёкусинкай.

### В Великобритании
В том же году Стив Арнейл и Боб Болтон основали Британскую организацию каратэ Кёкусинкай (BKK — British Karate Kyokushinkai). Первый додзё был открыт в Стратфорде (Восточный Лондон). В 1968—1976 годах Стив Арнейл занимал пост менеджера и тренера сборной Великобритании по каратэ.
По мере развития Кёкусинкай в Европе стали возникать разногласия с токийским Хомбу, которое обвинялось европейцами в авторитарности, ограничении свободы национальных федераций и дискриминации неяпонских бойцов. Возникшие разногласия привели к тому, что в 1991 году Стив Арнейл и возглавляемая им BKK вышли из IKO. Вместо этого была создана собственная Международная Федерация Каратэ (IFK), президентом которой стал Арнейл. В настоящее время членами IFK являются национальные федерации в 47 странах.
26 мая 2001 года в Берлине Арнейл получил 9 дан от всех стран-членов IFK.

## Достижения и награды
- Хякунин-кумитэ (1965)
- Лучший тренер мира по мнению Французской федерации каратэ (1975)